# Lanio aurantius
Lanio aurantius е вид птица от семейство Тангарови (Thraupidae).

## Разпространение
Видът е разпространен в Белиз, Гватемала, Мексико и Хондурас.